# کنارچای
کنارچای (به لاتین: Kənarçay) یک منطقه مسکونی در جمهوری آذربایجان است که در شهرستان قوسار واقع شده است. کنارچای ۳۵۷ نفر جمعیت دارد.